# Aloe flabelliformis
Aloe flabelliformis é uma espécie de liliopsida do gênero Aloe, pertencente à família Asphodelaceae.